# ルートヴィヒ4世 (神聖ローマ皇帝)
ルートヴィヒ4世（Ludwig IV. der Bayer, 1281年/1282年 - 1347年10月11日）はルドルフ1世から続く5代目の非世襲ローマ王（ドイツ王、在位：1314年 - 1347年）、さらに正式な皇帝として戴冠するためのイタリア出兵を達成したイタリア王ロドヴィコ4世（在位：1327年 - 1347年）、神聖ローマ皇帝（戴冠：1328年1月17日）。神聖ローマ帝国はまだドイツに限定されていない中世的・普遍的キリスト教帝国の理念を残しており皇帝はローマで教皇によって戴冠する習わしだったが、当時はアヴィニョン捕囚期でローマに教皇がいなかったため、ローマ元老院議員シアッラ・コロンナによって戴冠している。
ヴィッテルスバッハ家出身として1人目の王・皇帝で元は上バイエルン公（在位：1294年 - 1347年）、王となってからライン宮中伯（在位：1319年 - 1329年）、ブランデンブルク辺境伯（在位：1320年 - 1323年）、下バイエルン公（在位：1340年 - 1347年）、ホラント・エノー・ゼーラント伯（在位：1345年 - 1347年）も兼ねる。上バイエルン公兼ライン宮中伯ルートヴィヒ2世とローマ王ルドルフ1世の娘マティルデの次男、上バイエルン公兼ライン宮中伯ルドルフ1世の弟である。

## 生涯
1314年、ルクセンブルク家のハインリヒ7世の死後に二重選挙が行われ、ハプスブルク家からフリードリヒ3世（美王）が、ヴィッテルスバッハ家からルートヴィヒ4世がローマ王に選出された（共にルドルフ1世を祖父とする従兄弟同士である）。フリードリヒを支持したのはルートヴィヒの兄のライン宮中伯ルドルフ1世、ザクセン公ルドルフ1世、ケルン大司教ハインリヒ・フォン・フィルネブルク、ケルンテン公ハインリヒ6世の4人で、ルートヴィヒを支持したのはマインツ大司教ペーター・フォン・アスペルト、ハインリヒ7世の弟であるトリーア大司教バルドゥイン・フォン・ルクセンブルク、バルドゥインの甥のボヘミア王兼ルクセンブルク公ヨハン、ブランデンブルク辺境伯ヴォルデマルの4人である。互いに異議を唱えて戦争になり、1322年のミュールドルフの戦いでルートヴィヒ4世がフリードリヒ3世を捕縛、1325年に妥協が成立した。以降、フリードリヒ3世は1330年に死ぬまで共治王であり続け、その死後はルートヴィヒ4世の単独統治となった。ルートヴィヒは1328年にローマへ行き、元老院議員の手により戴冠した。
フリードリヒ3世の捕縛後は領土拡大に専心し、1323年に長男のルートヴィヒにブランデンブルク辺境伯領を授与、自らも1324年にホラント伯、エノー伯、ゼーラント伯領の相続人マルガレーテと再婚した。さらに1341年にはケルンテン公ハインリヒ6世の一人娘マルガレーテの夫ヨハン・ハインリヒ（ハインリヒ7世の孫、ボヘミア王ヨハンの次男）を追放、翌1342年にマルガレーテをルートヴィヒと結婚させ、チロル伯領を窺った（ケルンテン公国はオーストリア公アルブレヒト2世に与えた）。
アヴィニョンのローマ教皇ヨハネス22世を異端として廃位し、対立教皇ニコラウス5世を立てるが、1329年にルートヴィヒ4世がローマを離れるとニコラウス5世はすぐに廃位された。1337年にチュートン騎士団にリトアニア大公国、ルーシを征服する特権を与えた。1338年 7月16日選挙侯の間で合意に達した、選挙侯によって選ばれた者は「ローマ王」の称号を帯びることが許され、帝国における包括的な統治権を有する、この件に関してローマ教皇 の同意ないし承認は必要としない、とする申し合わせ ’ Kurvein von Rhense, Rhenser Kurverein‘（仮訳「レンゼ協定」）がフランクフルトとコブレンツの宮廷会議において適用された。
こうした対応は教皇の反感を招き、強引な領土拡大政策や、帝国議会の同年にイングランド王エドワード3世（相婿でもある）と同盟を結んでおきながら、1340年には中立に切り替え教皇との和解を図ろうとして帝国諸侯にも見放され、1346年7月に教皇クレメンス6世から廃位され、カール4世（ヨハン・ハインリヒの兄）が対立王に擁立された。ルートヴィヒ4世はこれに対抗しようとしたが、翌1347年10月11日ミュンヘン中心部から西へ約25㎞、フェルトフュルステンブルック（Feldfürstenbruck）近郊のプフ（Puch）で死去した。65歳であった。
死後、先妻と後妻の子供たちに遺領が分配されたため、バイエルンは分裂、チロルはハプスブルク家に奪取され、1373年にはブランデンブルク辺境伯領もカール4世に買収され、ヴィッテルスバッハ家は弱体化した。ちなみに、1400年にローマ王に選出されたループレヒトはルートヴィヒ4世の兄ルドルフ1世の曾孫にあたる。また、フランス王シャルル6世の王妃イザボー・ド・バヴィエールは先妻との間の次男シュテファン2世の孫（ルートヴィヒ4世の曾孫）にあたる。

## 家族
1309年頃にヤヴォル公ボルコ1世の娘ベアトリチェと結婚した。2人の間には6子が生まれた。
1. マティルデ（1313年 - 1346年） - マイセン辺境伯フリードリヒ2世と結婚
2. 死産（1314年）
3. ルートヴィヒ5世（1315年 - 1361年） - 上バイエルン公、ブランデンブルク辺境伯、チロル伯
4. アンナ（1316年 - 1319年）
5. アグネス（1318年 - ?）
6. シュテファン2世（1319年 - 1375年） - 下バイエルン公、上バイエルン公

1324年にエノー伯、ホラント伯、ゼーラント伯ギヨーム1世の娘マルガレーテと再婚した。2人の間には10子が生まれた。
1. マルガレーテ（1325年 - 1374年）
2. アンナ（1326年頃 - 1361年） - 下バイエルン公ヨハン1世と結婚
3. ルートヴィヒ6世（1328年 - 1365年） - 上バイエルン公、ブランデンブルク選帝侯
4. エリーザベト（1329年 - 1402年） - 1.ヴェローナ行政長官カングランデ2世と結婚、2.ヴュルテンベルク伯継ウルリヒ（1388年戦死）と結婚
5. ヴィルヘルム1世（1330年 - 1389年） - 下バイエルン公、エノー伯、ホラント伯、ゼーラント伯
6. アルブレヒト1世（1336年 - 1404年） - 下バイエルン公、エノー伯、ホラント伯、ゼーラント伯
7. オットー5世（1340年 - 1379年） - 上バイエルン公、ブランデンブルク選帝侯
8. ベアトリクス（1344年 - 1359年） - スウェーデン王エリク12世と結婚
9. アグネス（1345年 - 1352年）
10. ルートヴィヒ（1347年 - 1348年）